# Being for the Benefit of Mr. Kite!
«Being for the Benefit of Mr. Kite!» (рус. Бенефис мистера Кайта!) — песня, написанная Джоном Ленноном (приписана Леннону и Маккартни) для альбома Sgt. Pepper's Lonely Hearts Club Band (1967 год) группы «The Beatles».

## История песни
Идея написать эту песню пришла к Леннону после покупки цирковой афиши XIX века, которая рекламировала Королевский Цирк Пабло Фэнка (афиша была куплена в антикварном магазине 31 января 1967 года в городке Севенокс, графство Кент), где группа снимала промовидео для сингла «Strawberry Fields Forever». По словам Леннона, «Всё в этой песне взято из афиши, за исключением того, что лошадь звали не Генри» (на афише лошадь звали Ксанф).
Мистер Кайт — это, вероятней всего, Уильям Кайт, известный британский цирковой артист XIX века. Пабло Фэнк (Pablo Fanque, 1796—1871) — владелец цирка, бывшего наиболее популярным в Викторианской Британии на протяжении около 30 лет. Господин Дж. Хендерсон (Mr. J. Henderson), упоминающийся на афише и в песне, — это Джон Хендерсон, канатоходец, наездник и клоун. Несмотря на то, что на афише Хендерсоны (во множественном числе) не упоминаются (однако упоминаются в песне), настоящий Джон Хендерсон выступал со своей женой Агнес — они гастролировали по Европе и России в 1840—1850-х годах.

## Запись песни
Являясь одной из наиболее технически сложных песен альбома, «Being for the Benefit of Mr. Kite!» записывалась на протяжении нескольких дней: 17 февраля 1967 года (когда была записана лишь ритм-дорожка и вокал), 20 февраля (записаны органные эффекты), 28 марта (записаны губные гармоники, орган, гитара), 29 марта (дополнительные органные эффекты) и 31 марта. Леннон хотел, чтобы в композиции царила «цирковая атмосфера»; он же сказал продюсеру и аранжировщику Джорджу Мартину, что хочет «ощущать запах опилок на полу». Для достижения подобного эффекта в среднем 8-тактовом разделе композиции были склеены друг с другом многочисленные записи ярмарочных органов и каллиоп; после многочисленных неуспешных попыток Мартин предложил звукорежиссёру Джеффри Эмерику просто нарезать магнитную ленту на кусочки, подкинуть их в воздух, а потом склеить в случайном порядке.
В записи участвовали:
- Джон Леннон — Вокал, электроорган марки «Лоури» (Lowrey)
- Пол Маккартни — Бас-гитара, Акустическая гитара
- Джордж Харрисон — Губная гармоника
- Ринго Старр — ударные, колокола, губная гармоника
- Джордж Мартин — фортепиано, фисгармония, орган Хаммонда, закольцованные фрагменты магнитофонных записей (tape loops)
- Мэл Эванс — басовая губная гармоника
- Нил Эспинолл — губная гармоника
- Джеффри Эмерик — звуковые эффекты

Песне отказали в исполнении на BBC, вероятно из-за фразы «Henry the Horse», оба слова в которой являются сленговым обозначением героина. Леннон отрицал какую-либо связь между текстом песни и наркотиками.
Несмотря на то, что Леннон поначалу не слишком хорошо отзывался об этой песне («я не горжусь ею», «я действовал лишь по впечатлению»), в 1980 году он описал её как «чистую, как картина, чистую акварель».

## Кавер-версии
На песню записано множество кавер-версий. Из наиболее известных можно упомянуть следующие:
- Песня исполняется группой Bee Gees и Джорджем Бёрнсом в фильме «Оркестр клуба одиноких сердец сержанта Пеппера» (1978).
- Билли Конолли записал кавер-версию песни для компиляционного альбома Джорджа Мартина In My Life (1998).
- В фильме «Через Вселенную» (2007) Эдди Иззард появляется в камео и исполняет кавер-версию песни в разговорной форме.
- Группа The Residents исполнила кавер-версию песни на праздновании сороковой годовщины выхода альбома Sgt. Pepper… вместе с Лондонской симфониеттой (2007).
- Американская группа Cheap Trick включила кавер-версию песни в свой альбом Sgt. Pepper Live (2009).
- Владимир Пресняков (Старший) Кавер версия песни в инструментальной версии альбома "Sgt. Pepper" (1991)